# Humanista Internacionálé
A Humanista Internacionálé a humanista pártok nemzetközi szervezete. 1989. január 4-én alapították, Firenzében. Több mint 40 humanista párt társult a szövetséghez a világ minden tájáról. Az alapvető dokumentumok közé tartozik az Egyetemes Emberi Jogok Nyilatkozata. Filozófiáját Martin Luther King és Mahatma Gandhi munkássága ihlette.

## Alapvető eszméi
Az Internacionálé öt alapvető eszmei eleme, amelyek a Humanista pártok alapját képezik:
1. Az emberi élet értékesebb, mint a pénz vagy a hatalom.
2. Minden ember egyenlő, nincs értékes vagy értéktelen ember.
3. Szabad véleménynyilvánítás.
4. A neoliberális gazdasági modell alternatívájának kifejlesztése.
5. Az erőszakmentes politizálás.

A második humanista kongresszust 1993 októberében tartották, Moszkvában. Ezen a kongresszuson fogadták el a Humanista Mozgalom újabb meghatározó dokumentumát fogadták el.

## Tagjai
- Humanista Párt (Argentína)
- Belgium: Humanista Demokratikus Közép
- Humanista Párt (Brazília)
- Humanista Párt (Chile)
- Humanista Párt (Dánia)
- Humanista Párt (Franciaország)
- Humanista Part (Németország)
- Humanista Párt (Magyarország)
- Humanista Párt India
- Humanista Párt (Olaszország)
- Humanista Párt (Portugália)
- Humanista Párt (Spanyolország)
- Svájci Humanista Párt
- Humanista Párt (Anglia)

## Fordítás
Ez a szócikk részben vagy egészben  a   Humanist International című angol Wikipédia-szócikk fordításán alapul.  Az eredeti cikk szerkesztőit annak laptörténete sorolja fel. Ez a jelzés csupán a megfogalmazás eredetét és a szerzői jogokat jelzi, nem szolgál a cikkben szereplő információk forrásmegjelöléseként.